# Cinéma indonésien
Le cinéma indonésien a une longue histoire. Le cinéma est apparu en Indonésie dès 1926, durant l'époque coloniale. 
À cette époque le cinéma était disponible qu’aux européens, avec des documentaires muets et des longs-métrages importés de France et des États-Unis. Les documentaires racontent la nature et la vie quotidienne de peuple indonésiens qui était aussi en partenariat avec le gouvernement des indes orientales néerlandaises. Cependant l’un des films documentaires produit est Onze Oost ou Timur Milik Kita (1919) ou en français c’est « l’Est à nous ». Un cinéma national se développe peu après l'indépendance, notamment dans les années 1950 et 1960. Parmi les réalisateurs majeurs de ce nouveau cinéma national, le réalisateur Usmar Ismail fait figure de pionnier.
L'industrie cinématographique est actuellement l'industrie culturelle qui connaît la plus forte croissance du pays. Cependant, cette croissance est encore récente et le cinéma indonésien a traversé une longue période de difficultés et demeure aujourd'hui un cinéma émergent sur la scène internationale.
La définition des films indonésiens est également une considération importante sur la façon dont un film peut être qualifié d'identité locale ou indonésienne, Agence cinématographique indonésienne ou BPI (Badan Perfilman Indonesia) résume la définition des films indonésiens comme des films réalisés avec des ressources indonésiennes, et la propriété intellectuelle est détenue en totalité ou en partie par des citoyens indonésiens ou des personnes morales. 
Le film indonésien a eu un moment de domination aux cinémas locaux dans presque tout le region dans l'archipel des années 1980. Parmi ces films se trouvent Catatan si Boy (Le  Journal de Boy), Blok M, etc. Les films à cette époque sont aussi dominés par des jeunes stars comme Onky Alexander, Ermina Zaenah, Meriam Bellina, Lydia Kandou, Nike Ardilla, Paramitha Rusady, et Desy Ratnasari. L’Industrie souffre pendant des 1990 avec la majorité des films adultes projetés aux cinémas, à la fois les films étrangers a aussi prennent plus des places dans la programmation. 
Au début des années 2000, le cinéma indonésien commence à reconstruire son identité comme respirer avec de l'air frais. Les nouveaux films indonésiens reprennent leur place au cinéma, avec la qualité aussi bien que le film hollywoodien malgré la disponibilité des genres qui étaient limités.
Le nombre d'entrées en salles s'éleve à plus de 42 millions en 2017. En 2018, l'Indonésie compte environ 1 700 écrans et devrait en atteindre 3 000 en 2020 selon les prévisions du gouvernement indonésien. Le secteur de l'exploitation est dominé par plusieurs grands groupes, notamment 21 Cineplex, CGV Cinemas et Cinemaxx.

## Histoire

### Époque coloniale

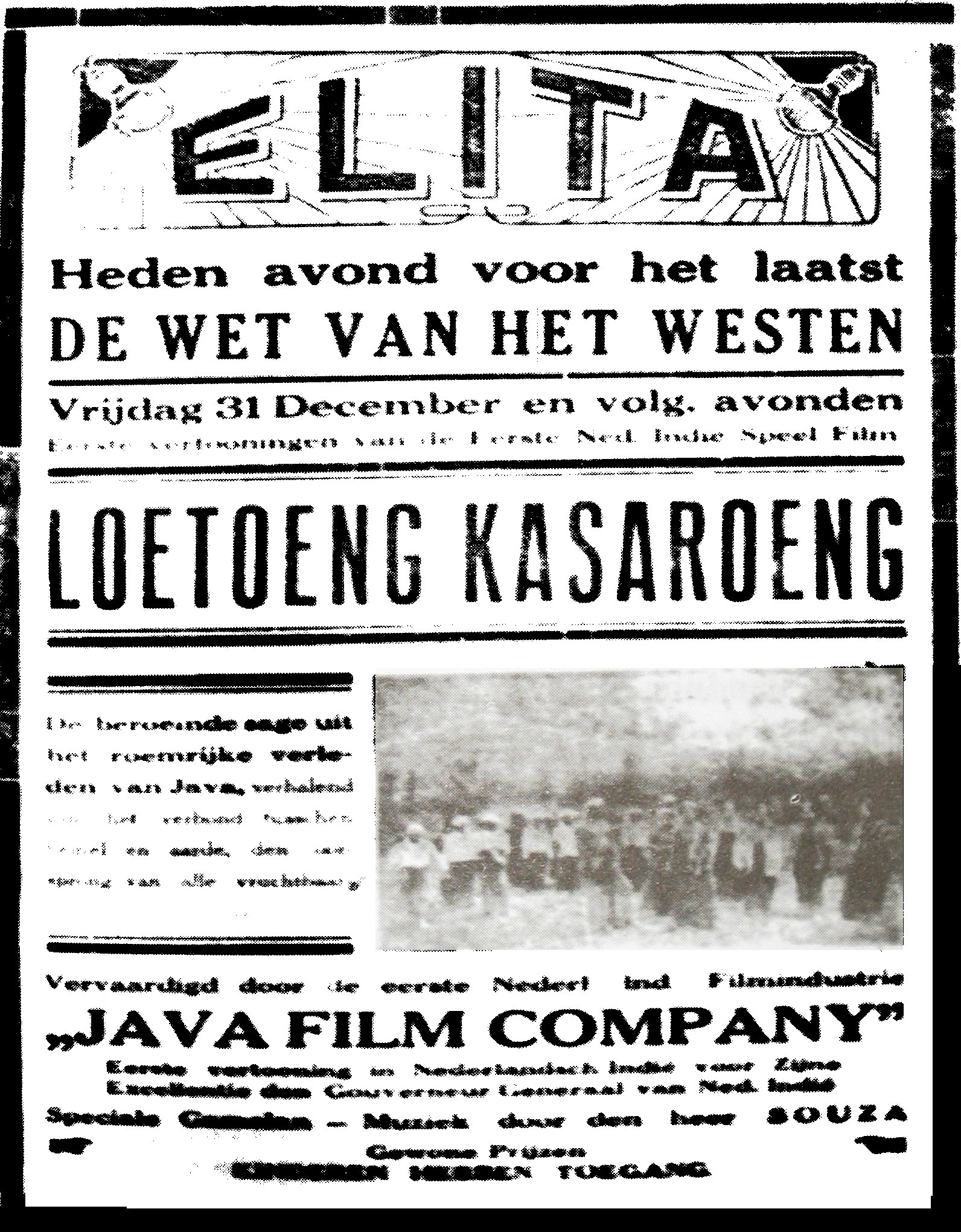
Publicité pour Loetoeng Kasaroeng, le premier film de fiction produit dans l'actuelle Indonésie.

#### Premières projections et productions
Les premières projections publiques de films dans les Indes orientales néerlandaises ont lieu en 1900. Au cours des vingt années qui suivent, des productions étrangères, notamment américaines, sont importées et projetées dans le pays. Une petite production nationale de documentaires avait vu le jour dès 1911 mais elle était restée minoritaire et incapable de concurrencer les productions étrangères. En 1923, la production du premier long métrage national, menée par la Middle East Film Co. est annoncée, mais le film ne sera jamais achevé.
Le premier film produit en Indonésie, date de 1926. Il s'agit de Loetoeng Kasaroeng, un film muet des réalisateurs néerlandais G. Kruger et L. Heuveldorp. Il est tourné à Bandung avec des acteurs locaux. La première projection du film a lieu le 31 décembre 1926 dans la ville. L'année suivante, G. Krugers, réalise un autre film, le second réalisé aux Indes orientales néerlandaises, Eulis Atjih. En raison de la sortie très limitée de Loetoeng Kasaroeng, Kruger commercialise et promeut son film comme étant le premier de la colonie.

#### Une production chinoise
Des réalisateurs et producteurs chinois, voulant miser sur le succès des films produits à Shanghai, commencent à produire des films localement dès 1928. Le premier d'entre eux est le film Lily van Java, réalisé par Nelson Wong, issu d'une fratrie de réalisateurs et cadreurs ayant fait leurs études en grande partie aux États-Unis. D'autres entrepreneurs chinois prennent le relais des frères Wong et plusieurs sociétés de productions sont créées dès l'année suivante, notamment la Nancing Film, qui produit Resia Boroboedoer (1928) et la Tan's Film, à l'origine de Njai Dasima (1929). Au début des années 30, la grande majorité de l'industrie cinématographique appartient à des familles chinoises.

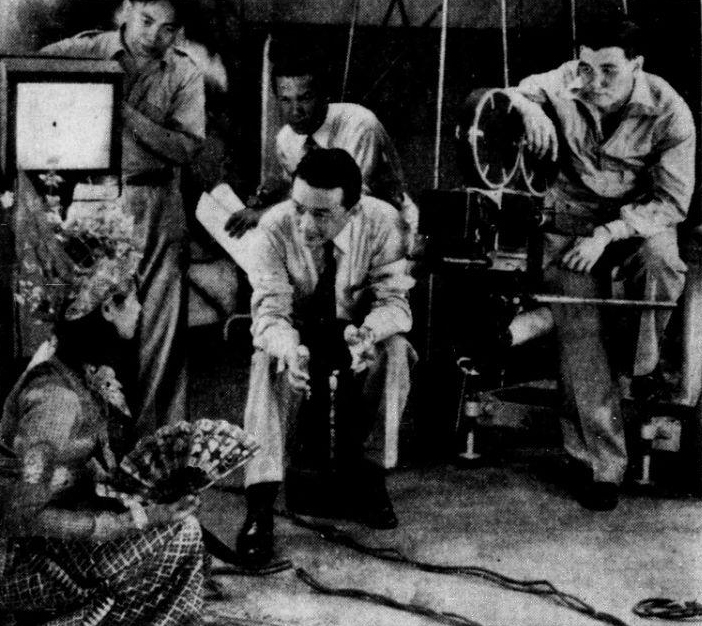
Le réalisateur chinois The Teng Chun sur le tournage de Noesa Penida.

Lorsque la Grande Dépression atteint le pays, la production cinématographique nationale est grandement ralentie. Le gouvernement colonial augmente les taxes sur les billets de cinéma et les cinémas doivent baisser leurs prix afin de rester attractifs, réduisant considérablement la marge bénéficiaire des productions locales. En conséquence, les salles du pays se mettent essentiellement à projeter des films hollywoodiens. Le réalisateur chinois The Teng Chun, qui avait fait ses débuts en 1931 avec Boenga Roos dari Tjikembang, est le seul producteur du pays à encore pouvoir sortir ses films en 1934 et au début de l'année 1935. Il s'agit de productions à petit budget, principalement inspirées de la mythologie chinoise et des arts martiaux. Bien que ciblant en priorité la population chinoise de l'archipel, les scènes d'action rencontrent aussi un certain succès auprès du public indonésien.
Afin de prouver que des films produits localement peuvent être à la fois de qualité et rentables, le journaliste néerlandais Albert Balink, bien que totalement novice dans le cinéma, produit en 1935 le film Pareh, en association avec Nelson Wong et ses frères. Cette superproduction, dont le budget était 20 fois plus élevé que le budget moyen des autres films, est un échec et mène ses producteurs à la faillite. Mais le film induit un changement dans la production locale. Les films commencent à s'ouvrir au public local et non plus au seul public chinois. Ainsi, le réalisateur The Teng Chung commence à s'intéresser à des histoires davantage en prise avec la réalité et à arrêter les films inspirés de la mythologie. Deux ans plus tard, en 1937, Terang Boelan est un nouvel essai d'un cinéma ambitieux, toujours réalisé par Balink. Cette fois, le film est un succès, notamment en Malaisie britannique voisine.

#### Un renouveau national

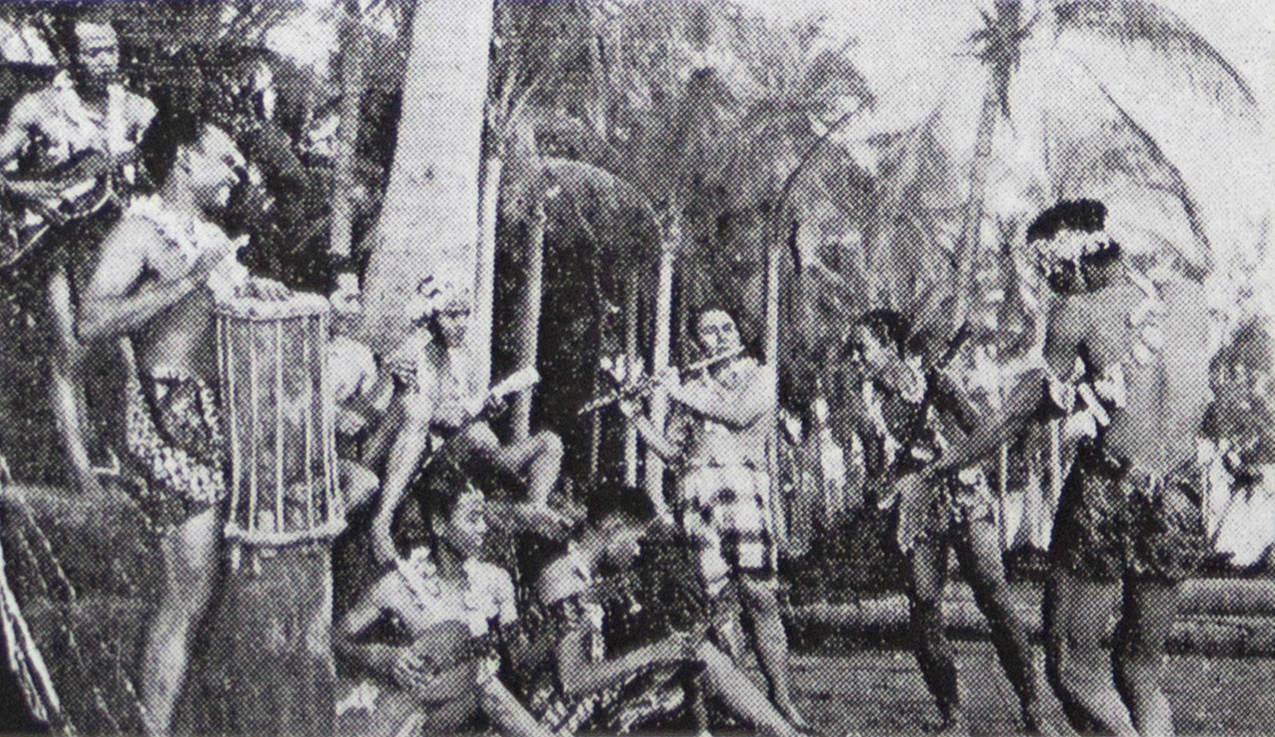
Un numéro musical dans le film Terang Boelan.

Le succès de Terang Boelan, suivi de celui de Fatima en 1938 et de Alang-Alang en 1939, redynamisent l'industrie cinématographique locale. Quatre nouvelles maisons de production sont créées en 1940 et plusieurs acteurs et actrices en provenance du théâtre apparaissent au cinéma, afin de toucher davantage de public. Une petite production nationale s'établit, avec quatorze films en 1940 et trente en 1941. Les films suivent en général la formule établie par Terang Boelan : des chansons, de beaux paysages et une histoire romantique. D'autres, comme Asmara Moerni, visent un public intellectuel, issu des hautes sphères de la société indonésienne, en donnant la parole à des journalistes ou à des figures du mouvement nationaliste, alors en plein essor.

### Occupation japonaise
Durant l'occupation japonaise, l'industrie cinématographique indonésienne est réquisitionnée comme outil de propagande. La première action des occupants japonais est de mettre un terme à toute production cinématographique en Indonésie. Un organisme spécifique, le Bureau de l'Orientation Culturelle (啓民文化指導所) est mis en place, dirigé par Ishimoto Tokichi. Son but est de fusionner toutes les entreprises existantes en une unique, qui deviendra ensuite la succursale de Jakarta de la Japan Film Corporation (日本映画社 ou Nichi'ei). La majorité des films produits durant l'occupation sont des films éducatifs et des actualités, destinés aux salles du Japon. Jakarta étant placé à l'extrême Sud de l'empire japonais, elle devient rapidement le centre de productions d'actualités pour toute la région. Parmi les journaux les plus populaires on peut citer News from the South et Berita Film di Djawa. 
SI les films produits durant l'occupation rencontrent leur public au Japon, ce n'est pas forcément le cas en Indonésie. Les productions locales, autres que les actualités, restent rares et le secteur de l'exploitation est encore trop peu développé pour qu'un véritable marché de la production et de la diffusion existe. Cependant, l'implantation de la Nichi'ei à Jakarta constitue ce qui a pu être perçu comme une victoire sur l’Occident, prouvant qu’une nation asiatique pouvait supplanter Hollywood et les anciens colons Néerlandais. L’Indonésie est l’un des derniers territoires de l’empire à capituler et beaucoup de ceux qui travaillaient à la Nichi'ei restent après la défaite afin d'aider les indonésiens dans leur lutte pour l'indépendance.

### Post-indépendance

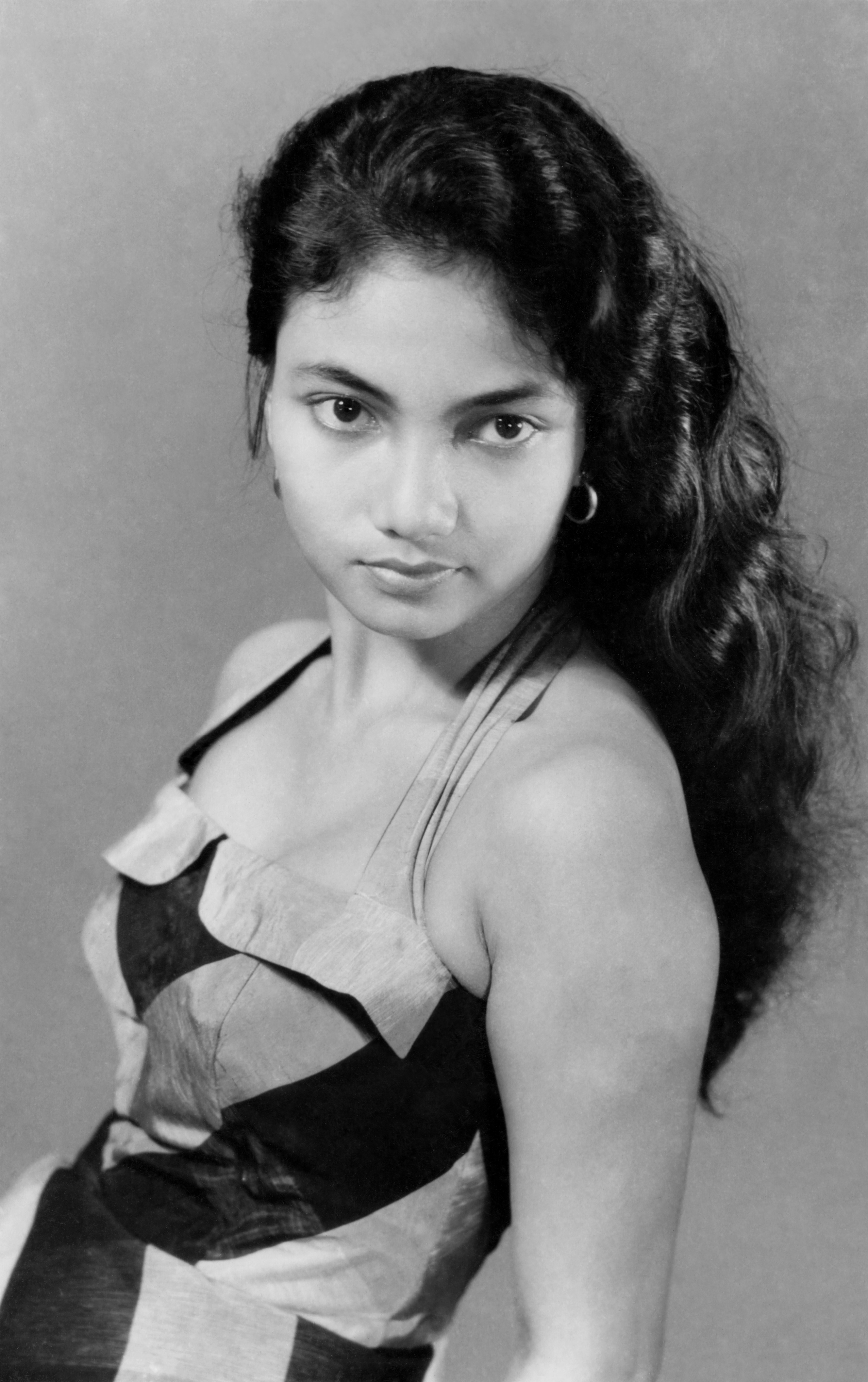
Lies Noor, célèbre actrice indonésienne (ca. 1956).

Après l'indépendance, le cinéma est utilisé par le gouvernement de Soekarno à des fins nationalistes et anti-impérialistes. Les importations de films étrangers sont interdites. Après le renversement de Soekarno par le régime du Nouvel Ordre (en) de Soeharto, la censure régit la diffusion d'œuvres cinématographiques. Usmar Ismail, un réalisateur de Sumatra occidental marque fortement le cinéma indonésien dans les années 1950 et 1960.
À la fin des années 1950, il y a beaucoup d'aspects politiques qui ont eu un impact sur l'industrie cinématographique, non seulement dans la production mais aussi dans les distributions et les salles de cinéma. Des menaces de mettre en feu les salles de cinéma et boycotts de films par le mouvement anti-impérialiste ont contraint le chiffre des salles de cinéma à baisser drastiquement, vers 1964 il y avait 700 salles de cinéma dans l'archipel et il n'en resta que 350 en 1965. 
Cette époque a été fortement influencée par le tragédie du 30 septembre 1965 par le PKI (Parti Communiste d'Indonésie) qui a conduit à une situation de dilemme pour les propriétaires de salles de cinéma locales alors que les films locaux produits ne suffisaient pas à remplir le créneau de la programmation. Le krach économique a mis en veilleuse l'industrie en pleine croissance et paralysé le pouvoir d'achat de peuple, mais à la fin de cette décennie, l'industrie cinématographique a surtout survécu grâce aux films étrangers entrés dans les salles de cinéma locales, ce qui a également suscité l'intérêt des gens pour regarder à nouveau des films.

### Années 1980
L'industrie nationale connait son âge d'or dans les années 1980 avec des films à succès tels que Naga Bonar (1987) et Catatan si Boy (1989). Les comédies "Warkop" rencontrent également un franc succès. Le cinéma national séduit également le public adolescent avec des œuvres telles que Pintar-Pintar Bodoh (1982) et Maju Kena Mundur Kena (1984). Parmi les acteurs les plus connus de l'époque, on peut citer Deddy Mizwar, Eva Arnaz, Lidya Kandou, Onky Alexander, Meriam Bellina, Rano Karno et Paramitha Rusady.
Le film Tjoet Nja 'Dhien (1988) remporte 9 prix Citra, la plus haute récompense du pays, au Festival du film indonésien de 1988. C'est également le premier film indonésien sélectionné au Festival de Cannes en 1989, au sein de la Semaine de la critique où il est primé.

### Années 1990
La reprise de l'import de films étrangers dans les années 1990 fait perdre une partie de leur succès aux films locaux. Les importations viennent essentiellement des États-Unis et de Hong Kong. Le nombre de films locaux produits passe de 115 en 1990 à 37 en 1993. L'essor de la contrefaçon et de la télévision contribuent également à ce déclin.
Au cours de cette décennie, la production est dominée par des sérials (sinetron en indonésien). Les films alors produits sont surtout des séries B pour adultes, projetés dans des salles de la petite exploitation ou lors de projections en plein air. La télévision et la vidéo sont les deux autres modes de diffusion importants. En 1996, on ne dénombre que 33 films tournés en Indonésie et plus que sept en 1999.

### Années 2000

Nombre de longs métrages produits en Indonésie de 1926 à 2017

Dans l'Indonésie post-Soeharto, le cinéma indépendant connaît un nouveau départ. Des films commencent à traiter de sujets auparavant interdits tels que la religion, les questions ethniques, l'amour et d'autres sujets.
La production locale augmente à nouveau, passant de 6 films produits en 2001 à 10 films l'année suivante. Cette croissance continue au fil des années.
Parmi les succès de la décennie, on peut citer Ada Apa dengan Cinta? réalisé par Rudi Soedjarwo en 2002, Eliana Eliana, de Riri Riza et Arisan!, sorti en 2005.
Beauty and Warrior, le premier long-métrage d'animation indonésien est produit en 2002.
La sortie d'Ayat-Ayat Cinta, réalisé par Hanung Bramantyo, est un succès populaire majeur. Ce mélodrame est l'un des premiers à oser l'hybridation entre une histoire contemporaine d'amour et la question de la religion musulmane. Le film réussit à attirer dans les salles un public musulman très important.
Le 8 septembre 2009, le gouvernement indonésien instaure une nouvelle loi, régulant tous les aspects de l'industrie cinématographique. Elle est critiquée par plusieurs professionnels qui la jugent autoritaire, instaurant une régulation stricte de la production et de la diffusion et instaurant un quota de 60% de films locaux sur les écrans.

### Années 2010 - 2019

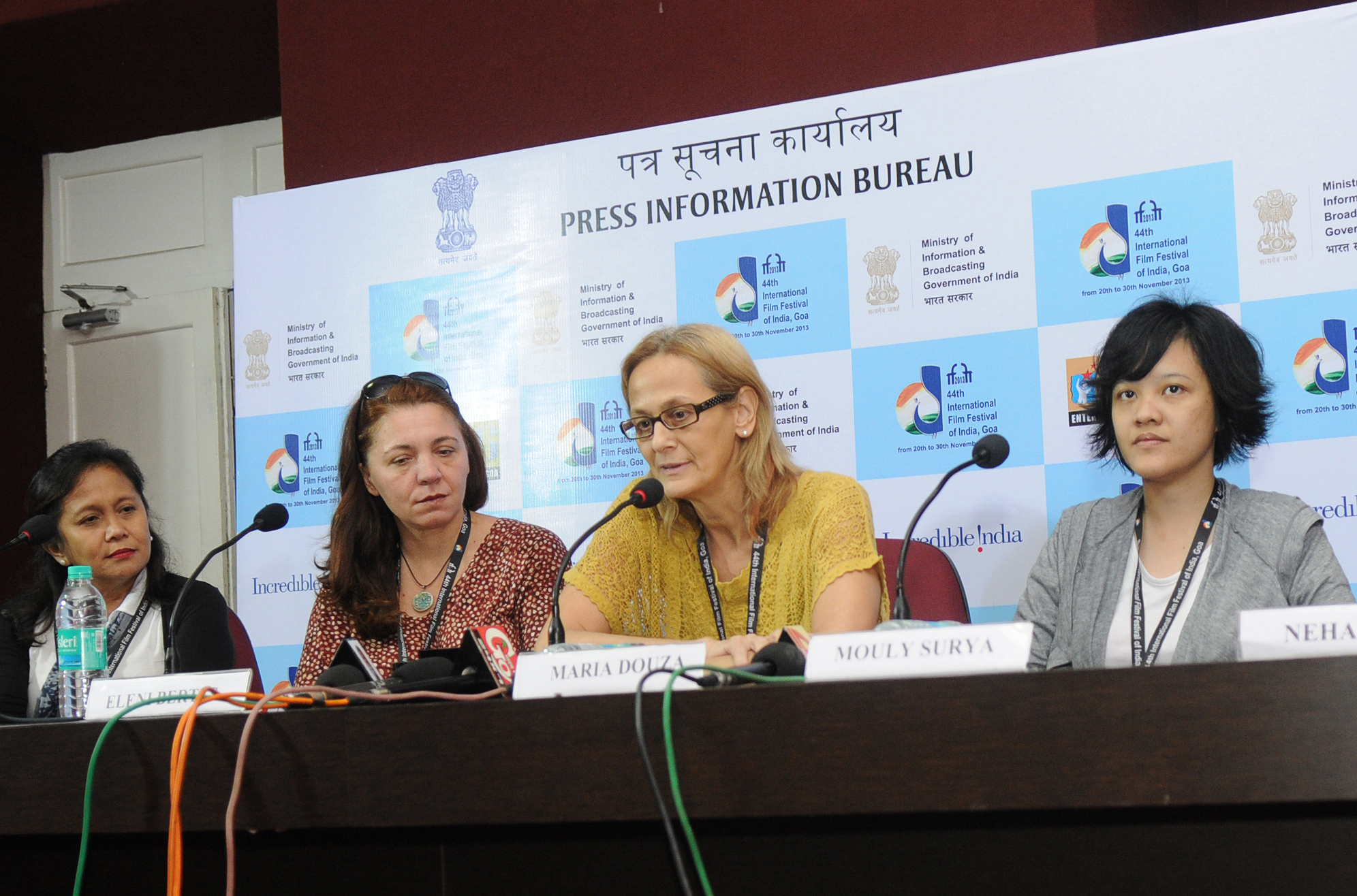
Mouly Surya au Women in Films 2017

Entre 2010 et 2011, la taxation sur l'import de films étrangers est très fortement augmentée par le gouvernement. En conséquence, la majorité des films étrangers ne sont plus diffusés en salles, ce qui a un impact très fort sur l'économie du cinéma local. Faute de pouvoir voir les films étrangers en salles, le piratage devient une pratique répandue.
Néanmoins, le cinéma indonésien se renforce durant cette décennie. On dénombre 116 films produits en 2015 et 121 en 2017. Ils représentent environ 30% du box-office national. Parmi les réalisateurs importants, on peut citer Garin Nugroho, dont les films sont sélectionnés à Cannes et Venise, Nan Achnas, Nia Dinata et Mouly Surya dont les films ont également été montrés dans des festivals internationaux Joko Anwar. est aussi un réalisateur très populaire dans le pays, spécialiste des films d'action et d'horreur. Le réalisateur Rudi Soedjarwo, est pour sa part connu pour ses comédies et ses romances.
En 2016, le film Warkop DKI Reborn: Jangkrik Boss Part 1 bat un record au box-office, avec 6,8 millions d'entrées. Cela en fait le plus grand succès de tous les temps en Indonésie,.

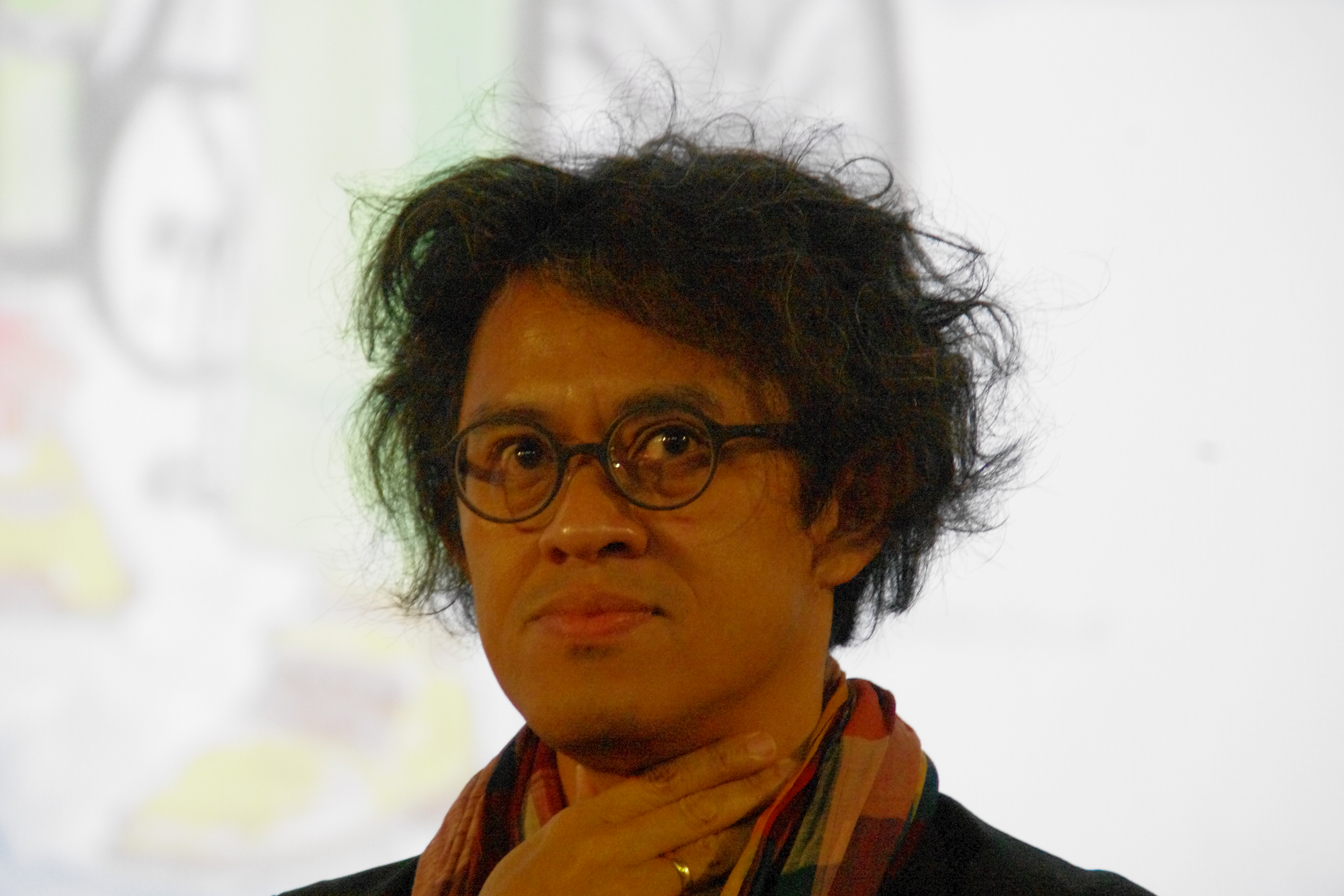
Riri Riza au Festival International des cinémas d'Asie-Vesoul 2017

Au cours de la dernière décennie, le cinéma indonésien a connu des améliorations significatives par rapport aux années précédentes, non seulement avec la construction de nouvelles salles de cinéma dans des zones en dehors de Java, mais aussi dans les coulisses de l'industrie, la présence de diverses associations qui soutiennent la production est un élément important facteur. 
Au niveau national, les efforts du gouvernement pour promouvoir les films locaux avec la réglementation de la loi numéro 39 du film en 2009 ont eu un impact positif sur le développement de cette industrie, dans la section 9 de l'article 10, il est expliqué que les activités cinématographiques et les acteurs du cinéma doivent donner la priorité à l'indonésien films, et privilégier l'utilisation des sources d'énergie domestique de manière optimale. 
Entre-temps, il est clarifié à l'article 12 qu'il est interdit aux acteurs du secteur du cinéma de montrer des films d'une seule maison de production et, dans leur circulation, il est interdit d'importer des films dépassant 50 % (cinquante pour cent) des heures de projection pendant six mois consécutifs afin éviter les pratiques monopolistiques et/ou la concurrence. 
Les films indonésiens apparaissent également de plus en plus dans les festivals internationaux et commencent à collaborer avec d'autres pays en tant que soutiens dans la distribution et la production afin de promouvoir la culture locale aux spectateurs étrangers.

### Années 2020 - présent

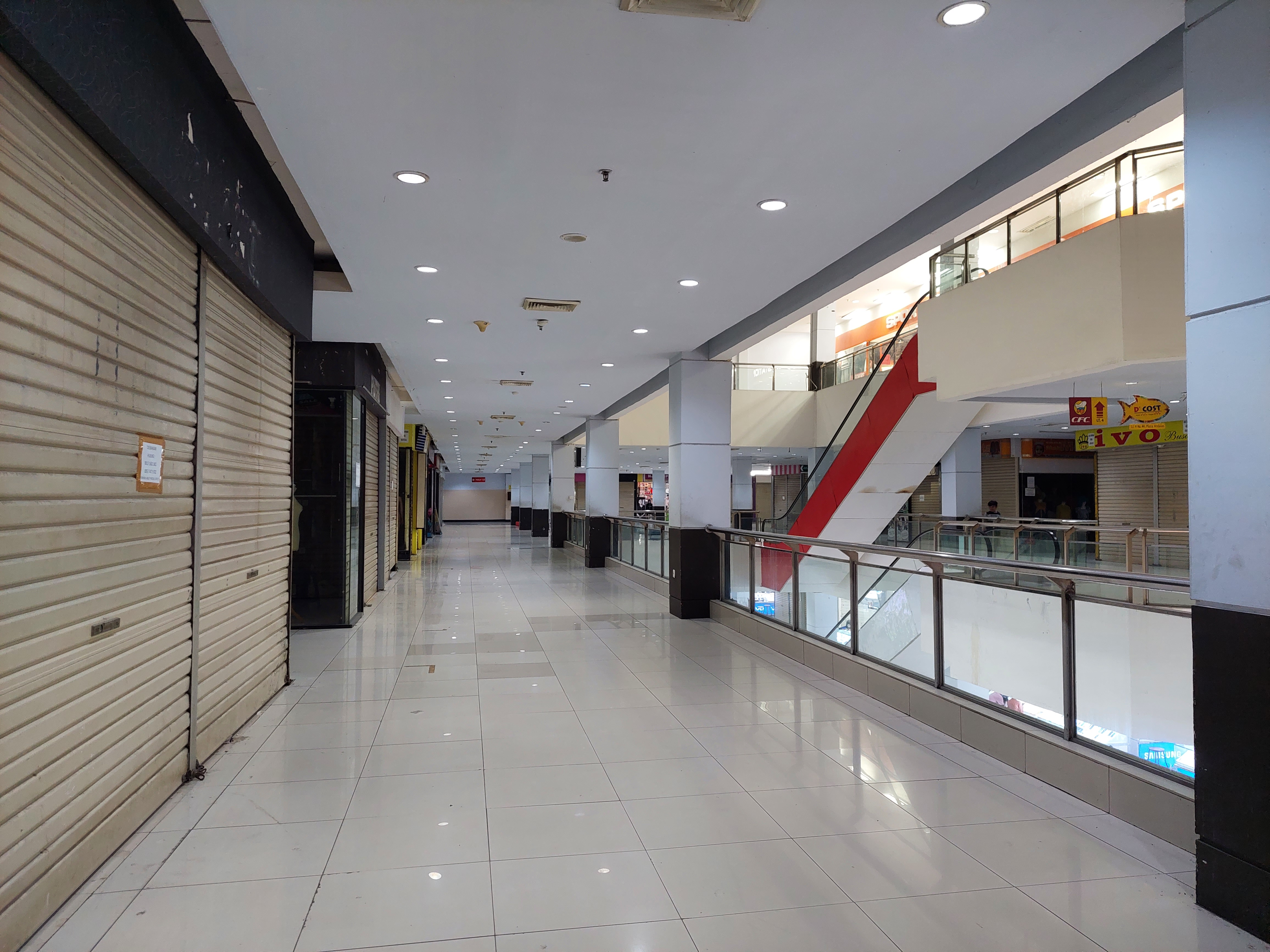
La fermeture d'un centre commercial pendant le confinement juillet 2021 à Padang, Sumatra de l'Ouest

La pandémie de COVID-19 au début de 2020 a paralysé l'industrie cinématographique nationale et étrangère. L'Indonésie, qui n'a pas échappé à la pandémie, était devenue l'un des pays avec le taux d'infection le plus élevé au monde en juillet 2021 avec environ 44 721 cas actifs, cela a également contraint le gouvernement à prendre une décision d'urgence pour appliquer des restrictions sur les activités communautaires (PPKM), à savoir la restriction de diverses activités du groupe, l'impact a touché les entrepreneurs du cinéma et les activités de réalisation de films devant être fermées ou temporairement suspendues à l'échelle nationale depuis la mi-mars 2020. La fermeture des cinémas à l'échelle nationale a touché environ 68 cinémas, 387 écrans répartis dans 33 villes et 15 provinces d'Indonésie au début de la pandémie pour la sécurité du personnel et du public. 
Bien que limitée par l'obligation de garder la distance et de travailler en ligne, la pandémie n'a pas paralysé la créativité des cinéastes locaux pour écrire et réaliser leurs films, et les entrepreneurs des maisons de production pour poursuivre leurs activités professionnelles via des plateformes en ligne. Cela s'adapte également à la tendance croissante des spectateurs en ligne à partir de la plate-forme Netflix et encourage les industries locales à améliorer la qualité de leurs plates-formes et/ou à coopérer avec les chaînes de télévision nationales pour éviter la crise économique causée par la pandémie. 

Logo de Vidio.com

Diverses maisons de production indépendantes ont commencé à produire leurs films avec des plateformes indépendantes auxquelles on peut également accéder légalement et en ligne comme Vidio.com et Viddsee, une plateforme payante de films et de séries qui diffuse non seulement des films indonésiens mais aussi des films étrangers.

## Exploitation

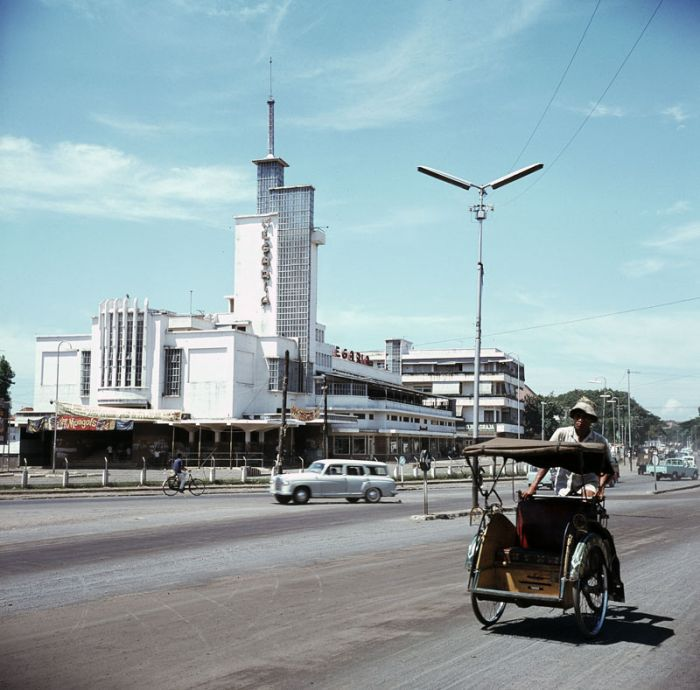
L'ancien cinéma Megaria (1960-1980), aujourd'hui Cinéma Métropole XXI.

### Parc de salles
En 2018, il y a 1 700 écrans en Indonésie, répartis dans 263 cinémas. Ce nombre devrait atteindre 3 000 d’ici 2020 selon les prévisions du gouvernement. Trois groupes, l'historique Cineplex 21, le coréen CGV Cinemas et Cinemaxx, dominent actuellement le marché de l'exploitation avec respectivement 1 003, 275 et 203 écrans.
Daté la première projection dans la salle de cinema s’est fait depuis 1926 au cinéma Oriental et Elita à Bandung. En 1931, le cinéma Alhambra qui est le premier cinéma qui a été ouvert à Sawah Besar, Jakarta. Il y a plusieurs anciens cinémas tels Astoria, Grand, Metropole, Rex, Capitol, Rivoli, Central, Orion et quelques d’autres. Jusqu’en 2019, environ 2000 cinémas sont opérationnels dans la region et surtout des lieux où il n’y avait pas de cinéma.
Cineplex 21 devient le pionnier dans l’industrie locale avec les plus nombreux écrans du pays, ce groupe a trois branches différentes comme Cinema 21, Cinema XXI, et The Premiere. Ce groupe contrôle aussi la salle IMAX depuis 2012 dans plusieurs branches de leur cinémas. Depuis 2012, de plus en plus de Cinema 21 se transforment à Cinema XXI.
Ouvert en 2006 à Bandung, Blitzmegaplex devient le deuxième géant dans le marché d’exploitation cinématographique national et depuis 2017 la Corée du Sud change le nom de cette entreprise à CGV Cinema Indonesia. Il propose un nouveau concept pour offrir une expérience différente lors du visionnage de films. CGV Cinemas a remporté un prix du MURI (Museum Rekor Dunia-Indonesia ou Musée des records du monde-Indonésie) en tant que cinéma avec le plus grand écran du pays, notamment dans l'auditorium 1 de CGV Cinemas Grand Indonesia.
En 2014, avec le croissant économique de cette industrie, Lippo Group a fait aussi une partie dans le marché avec Cinemaxx qui était opérationnel uniquement dans leur propre centre commercial comme Lippo Malls, cinq ans plus tard une compagnie multinationale mexicaine transformait Cinemaxx à Cinépolis.
En 2017, Le groupe Agung Sedayu ouvre la première branche du cinéma FLIX Cinema, cette branche est opérationnelle uniquement aux centres commerciaux du groupe qui existent dans la zone JABODETABEK (Jakarta, Bogor, Depok, Tangerang, Bekasi).
D'autres groupes existent, de taille bien plus modeste, tels que Platinum, New Star, BES Cinema, Surya Yudha Cinema et Dakota Cinema.
Les salles sont concentrées pour la plus grande part dans les grandes villes et sur l'île de Java. En décembre 2017, on en décompte 54 à Jakarta, 48 dans la province de Java occidental, 34 dans celle de Java oriental et 20 dans celle de Banten.
En dehors des lieux physiques, il existe une longue tradition de projections en plein air dans le pays.

### Box-office
Dans le règlement du ministre de l'Éducation et de la Culture de la république d'Indonésie numéro 34 de 2019 concernant la circulation, la représentation, l'exportation et l'importation de films, l'article 17 explique la nécessité de notifier périodiquement le nombre de téléspectateurs d'un film réalisé au fin de chaque mois à travers un système de collecte de données sur le Nombre de spectateurs afin d'exercer des fonctions dans le domaine du développement du cinéma.  
La collecte de données est effectuée au moyen des technologies de l'information et de la communication des données cinématographiques, qui incluent le nombre de gains des spectateurs pour chaque film présenté dans les cinémas nationaux en fonction des heures de projection et des lieux détaillés, y compris les films locaux et les films importés. 
| Année | Nombre de spectateurs |
| ----- | --------------------- |
| 2017  | 39 135 910            |
| 2016  | 34 088 298            |
| 2014  | 15 657 406            |
| 2013  | 12 716 790            |
| 2012  | 18 887 258            |
| 2011  | 15 565 132            |

## Festivals

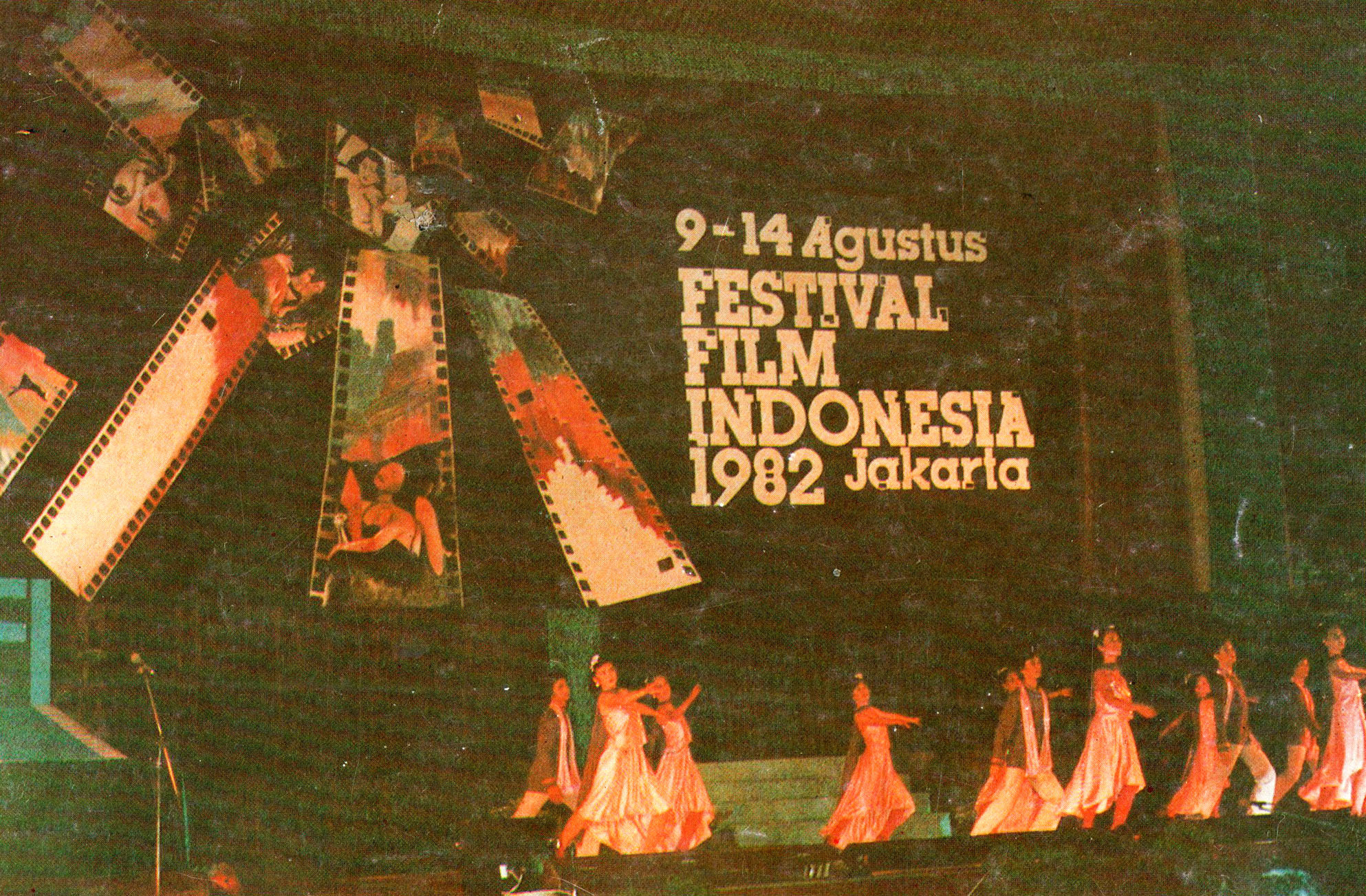
Cérémonie du festival du film indonésien de 1982 à Jakarta.

Le Festival du film indonésien (Festival Film Indonesia, FFI), est l'évènement durant lequel sont remis la plus haute récompense cinématographique indonésienne, les Citra. Le festival a été créé en 1955. De 1973 à 1992, le festival a lieu chaque année dans des villes différentes. Il est ensuite arrêté, avant de revoir le jour en 2004.
Organisé de 1998 à 2013, le festival international du film de Jakarta (JiFFest), était l'un des plus importants et ancien festival international du pays.
Le Q! Film Festival, arrêté en 2017, était le plus ancien festival consacré aux films LGBT en Asie du Sud-Est et le plus important dans le monde en termes de spectateurs.
Outre ces évènements internationaux, on dénombrait en 2018 77 festivals de cinéma dans le pays, dans 12 provinces. Parmi les plus importants, on peut citer le Jogja-Netpac (JAFF), créé en 2006 par le réalisateur Garin Nugroho à Yogyakarta. Dans la même ville a lieu chaque année en décembre le Festival Film Dokumenter, fondé en 2002. D'autres existent, tels que Minikino à Bali sur le court métrage, Arkipel à Jakarta pour le cinéma expérimental ou encore Europe on Screen, consacré au cinéma européen.

## Liste de films célèbres
Divers facteurs influencent la façon dont un film peut être classé comme un film célèbre, soit par la nationalité du réalisateur, soit par l'appréciation qu'il obtient dans les festivals de films internationaux. Ce qui suit est une liste de films indonésiens qui ont non seulement été projetés à l'étranger, mais ont également reçu une grande appréciation aux yeux des critiques de cinéma du monde entier. 
- Arisan !
- Merantau
- The Raid
- The Raid 2
- Ruma Maida
- Marlina, la tueuse en quatre actes

Depuis certain temps des institutes, des presses ou les associations mettent  des films indonésiens aux plusieurs catégories, l’un entre eux c’est le magazine Bintang Indonesia enfin des années 2007 avec près de 25 films sont en fin choisi étant les meilleurs films indonésiens sélectionnés par 20 critiques et journalistes de cinéma Indonésien comme Yan Widjaya, Ilham Bintang, Ipik Tanojo, Eric Sasono, Arya Gunawan, Noorca M. Massardi, Yudhistira Massardi, Leila S. Chudori, Ekky Imanjaya, et les autres journalistes de journaux locaux comme Kompas, Republika, The Jakarta Post, Tempo et Suara Pembaruan.
1. Tjoet Nja’ Dhien (1986) réalisé par Erros Djarot
2. Naga Bonar (1986) réalisé par MT Risyaf
3. Ada Apa dengan Cinta? (2001)  réalisé par Rudi Soedjarwo
4. Kejarlah Daku Kau Kutangkap (1985)  réalisé par Chaerul Umam
5. Badai Pasti Berlalu (1977)  réalisé par Teguh Karya
6. Arisan! (2003)  réalisé par Nia Dinata
7. November 1828 (1978)  réalisé par Teguh Karya
8. Gie (2005)  réalisé par Riri Riza
9. Taksi (1990)  réalisé par Arifin C. Noer
10. Ibunda (1986)  réalisé par Teguh Karya
11. Tiga Dara (1956)  réalisé par Usmar Ismail
12. Si Doel Anak Betawi (1973)  réalisé par Sjuman Djaya
13. (Cintaku di) Kampus Biru (1976)  réalisé par Ami Prijono
14. Doea Tanda Mata (1984)  réalisé par Teguh Karya
15. Si Doel Anak Modern (1976)  réalisé par Sjuman Djaya
16. Petualangan Sherina (1999)  réalisé par Riri Riza
17. Daun di Atas Bantal (1997)  réalisé par Garin Nugroho
18. Pacar Ketinggalan Kereta (1988)  réalisé par Teguh Karya
19. Cinta Pertama (1973)  réalisé par Teguh Karya
20. Si Mamad (1973)  réalisé par Sjuman Djaya
21. Pengantin Remaja (1971)  réalisé par Wim Umboh
22. Cintaku di Rumah Susun (1987)  réalisé par Nya Abbas Akup
23. Gita Cinta dari SMA (1979)  réalisé par Arizal
24. Eliana, Eliana (2002)  réalisé par Riri Riza
25. Inem Pelayan Sexy (1977)  réalisé par Nya Abbas Akup

## Sources
- (id) Misbach Biran, Sejarah Film 1900–1950, Jakarta, Komunitas Bamboo, Jakarta Art Council, 2009, 443 p. (ISBN 978-979-3731-58-2)
- (id) Salim Said, Profil dunia film Indonesia, Jakarta, PT Pustakakarya Grafikatama, 1982, 216 p. (ISBN 978-979-494-016-7)
- (en) BPI, BEKRAF, On site : Indonesian Film Industry, Jakarta, BPI, BEKRAF, 2018, 34 p. (lire en ligne)